# Fort Lyon
Fort Lyon era composto da due complessi di forti militari, nel XIX secolo, nel Colorado sudorientale. Il forte iniziale, chiamato anche Fort Wise, operò dal 1860 al 1867. Dopo un'alluvione nel 1866, fu costruito un nuovo forte vicino a Las Animas, che operò come postazione militare fino al 1897.
Venne utilizzato come forte dall'esercito degli Stati Uniti, poi come sanatorio, struttura di neuropsichiatria e prigione di minima sicurezza. Lo stato ha chiuso la prigione nel 2011 e all'inizio del 2013 ha proposto di utilizzare il sito come centro di riabilitazione per i senzatetto. Alla fine del 2013, è diventata una struttura abitativa di transizione riabilitativa per senzatetto con qualche forma di problema di abuso di sostanze stupefacenti o alcol. È gestita dalla Colorado Coalition for the Homeless ed è un programma in via di sviluppo fino ai giorni nostri.
Il forte è iscritto nel National Register of Historic Places. Parte del sito, il cimitero nazionale di Fort Lyon, che iniziò ad ospitare le sepolture nel 1907, rimane ancora aperto.

## Storia

### Fort Lyon (1860–1867)

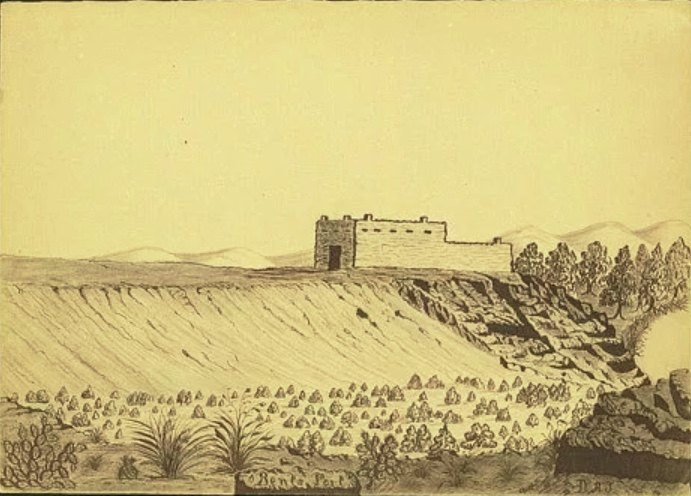
Il Nuovo Forte Bent fu affittato al governo degli Stati Uniti e utilizzato come postazione militare dal 1860 al 1867

Nel luglio 1860, l'esercito prese in affitto il Nuovo Forte Bent e lo utilizzò per lo stoccaggio di beni da destinare a Cheyenne e Arapaho. I beni di rendita erano forniti, a seguito di trattati, in cambio di un accesso ridotto alla terra ancestrale, come i terreni di caccia. Intorno al forte furono costruite caserme e furono aggiunte ulteriori caratteristiche difensive, come postazioni di cannoni a forma di diamante su opere di terra appena erette che circondavano il forte.
Allo stesso tempo (1860) l'esercito costruì un nuovo forte a circa 800 metri a ovest del Nuovo Forte Bent adiacente al fiume Arkansas, chiamandolo Fort Wise in omaggio di Henry A. Wise, governatore della Virginia. Dopo l'inizio della guerra civile americana e la successione della Virginia dall'Unione, nel 1862 fu ribattezzato Fort Lyon in onore del generale di brigata Nathaniel Lyon, che era stato il primo generale dell'Unione ucciso nella guerra civile.
Nel 1861 nel forte fu firmato il Trattato di Fort Wise. L'obiettivo, di breve durata, era garantire la pace tra i coloni e il popolo Cheyenne e Arapaho. Il Vecchio forte Lyon fu il punto di sosta utilizzato dal colonnello John Chivington, nel 1864, mentre guidava un attacco ai campi amici di Cheyenne e Arapaho che divenne noto come il massacro di Sand Creek. Per impedire la diffusione della notizia dell'imminente attacco, Chivington aveva appostato guardie al forte per impedire a persone e posta di raggiungere Sand Creek.
Nel 1866, dopo l'inondazione del fiume Arkansas, l'esercito degli Stati Uniti si trasferì a Fort Lyon, 32 km a monte di un sito vicino a Las Animas. La nuova struttura fu completata nel 1867 e il vecchio sito, compreso il Nuovo Forte Bent, fu abbandonato.

### Fort Lyon (1867–1897)
Nel 1867, fu costruito un nuovo forte chiamato, Fort Lyon, vicino all'attuale città di Las Animas. L'esercito degli Stati Uniti lo utilizzò fino al 1897, quando lo abbandonò dopo la fine delle guerre indiane.

### Strutture mediche, carcerarie e psichiatriche
Nel 1906, la Marina degli Stati Uniti vi aprì un sanatorio per curare marinai e marines affetti da tubercolosi. Si pensava che il clima secco e il riposo per isolamento nel forte fossero benefici con i metodi di trattamento del tempo. Il 22 giugno 1922, il Veteran's Bureau assunse le operazioni. Nel 1930, l'amministrazione dell'ospedale fu trasferita alla neonata Veterans Administration. Entro tre anni, la Veteran Administration designò Fort Lyon come struttura di neuropsichiatria. Nel 2001 l'ospedale è stato chiuso e la struttura è stata ceduta allo stato del Colorado per la conversione in una prigione di minima sicurezza poi chiusa nel 2011.
Nel settembre 2013, il governatore John Hickenlooper ha annunciato che Fort Lyon era stato riaperto come struttura abitativa di transizione isolata per senzatetto con problemi di abuso di sostanze stupefacenti e alcol gestita dalla Colorado Coalition for the Homeless. A novembre 2018 ospitava oltre 200 persone.